# Sandrigo
Sandrigo es un municipio italiano de 8565 habitantes de la provincia de Vicenza (región de Véneto).

## Demografía
| Gráfica de evolución demográfica de Sandrigo entre 1861 y 2001 |
|                                                                |
| fuente ISTAT - elaboración gráfica a cargo de Wikipedia        |